# مارتن فروست
مارتن فروست (بالإنجليزية: Martin Frost)‏ هو صحفي ومحامي وسياسي أمريكي، ولد في 1942 في غلينديل في الولايات المتحدة. حزبياً، نشط في الحزب الديمقراطي.

## مناصب
- في انتخابات مجلس النواب الأمريكي 1990 [الإنجليزية]‏، انتخب عضو مجلس النواب الأمريكي عن دائرة Texas's 24th congressional district [الإنجليزية]‏ وقد انضم خلال فترته النيابية [الإنجليزية]‏ (3 يناير 1991 – 3 يناير 1993)  للكتلة البرلمانية الحزب الديمقراطي.
- في انتخابات مجلس النواب الأمريكي 1992 [الإنجليزية]‏، انتخب عضو مجلس النواب الأمريكي عن دائرة Texas's 24th congressional district [الإنجليزية]‏ وقد انضم خلال فترته النيابية [الإنجليزية]‏ (5 يناير 1993 – 3 يناير 1995)  للكتلة البرلمانية الحزب الديمقراطي.
- في انتخابات مجلس النواب الأمريكي 1994 [الإنجليزية]‏، انتخب عضو مجلس النواب الأمريكي عن دائرة Texas's 24th congressional district [الإنجليزية]‏ وقد انضم خلال فترته النيابية [الإنجليزية]‏ (4 يناير 1995 – 3 يناير 1997)  للكتلة البرلمانية الحزب الديمقراطي.
- في انتخابات مجلس النواب الأمريكي 1996 [الإنجليزية]‏، انتخب عضو مجلس النواب الأمريكي عن دائرة Texas's 24th congressional district [الإنجليزية]‏ وقد انضم خلال فترته النيابية [الإنجليزية]‏ (7 يناير 1997 – 3 يناير 1999)  للكتلة البرلمانية الحزب الديمقراطي.
- في انتخابات مجلس النواب الأمريكي 1998 [الإنجليزية]‏، انتخب عضو مجلس النواب الأمريكي عن دائرة Texas's 24th congressional district [الإنجليزية]‏ وقد انضم خلال فترته النيابية (6 يناير 1999 – 3 يناير 2001)  للكتلة البرلمانية الحزب الديمقراطي.
- في انتخابات مجلس النواب الأمريكي 2000 [الإنجليزية]‏، انتخب عضو مجلس النواب الأمريكي عن دائرة Texas's 24th congressional district [الإنجليزية]‏ وقد انضم خلال فترته النيابية [الإنجليزية]‏ (3 يناير 2001 – 3 يناير 2003)  للكتلة البرلمانية الحزب الديمقراطي.
- في انتخابات مجلس النواب الأمريكي 2002 [الإنجليزية]‏، انتخب عضو مجلس النواب الأمريكي عن دائرة Texas's 24th congressional district [الإنجليزية]‏ وقد انضم خلال فترته النيابية [الإنجليزية]‏ (7 يناير 2003 – 3 يناير 2005)  للكتلة البرلمانية الحزب الديمقراطي.
- انتخب مندوب [الإنجليزية]‏.
- انتخب عضو مجلس النواب الأمريكي (1979 – 2005).